# فیلیپ پی. کوهن
فیلیپ پی. کوهن (انگلیسی: Philip P. Cohen؛ ۲۸ سپتامبر ۱۹۰۸ – ۲۵ اکتبر ۱۹۹۳) یک شیمی‌دان اهل ایالات متحده آمریکا بود. 